# Алексеев, Никита Феликсович
Никита Феликсович Алексеев (12 января 1953, Москва — 26 марта 2021) — советский и российский художник, участник группы «Коллективные действия», основатель движения АПТАРТ.

## Биография
Родился 12 января 1953 году в Москве. В круг общения его родителей входили художники и коллекционеры, в том числе  Рабин, Зверев, Краснопевцев, Костаки, 
- 1964-68 — учился в Московской средней художественной школе при МГХИ им. В. И. Сурикова.
- 1968-72 — учился в Московском областном художественном училище Памяти 1905 года (отделение промышленной графики и рекламы).
- 1973-76 — учился в Московском полиграфическом институте (факультет художественно-технического оформления печатной продукции).

С начала 70-х выпускал «самиздатовские» книги, альбомы.
- 1976-83 — участник группы «Коллективные действия»[2].
- 1977 — «Новое советское искусство: неофициальная перспектива», Биеннале, Венеция.
- 1979 — один из организаторов МАНИ ([2] Московского архива нового искусства)[2].
- 1982-84 — один из основателей и директор галереи APTART, располагавшейся в его однокомнатной московской квартире на ул. Дм. Ульянова[2].
- 1986-87 — принимал участие в группе «Среднерусская возвышенность», участник концертов группы «Поп-механика»
- В 1987 эмигрировал во Францию, где жил до 1993 г., в 1993 году вернулся в Россию[3]
- 1994 — 2-я Биеннале современного искусства, Цетинье, Монтенегро.
- 1996—2004 — заведующий отделом культуры еженедельника «iНОСТРАНЕЦ»[3].
- 2003 — стипендия с резиденцией Управления по делам культуры Дюссельдорфа.
- 2004 — грант Фонда Иосифа Бродского и Американской академии в Риме.
- 2009 — номинант государственной премии в области современного искусства «Инновация»
- 2010 — номинант Премии Кандинского

Автор книг «Ряды памяти» (2008), «Hic Rodus — hic salta» (2011)
Жил и работал в Москве.

## Работы художника находятся в собраниях
- Государственная Третьяковская галерея, Москва;
- Московский музей современного искусства, Москва;
- Государственный центр современного искусства, Москва;
- Музей АРТ4, Москва;
- Музей современного искусства, Оклахома, США;
- Музей Джейн Вурхис Зиммерли, коллекция Нортона и Нэнси Додж, Рутгерский университет, кампус Нью-Брансвик, Нью-Джерси, США;
- Музей почты, Париж;
- Stella Art Foundation, Москва;
- Галерея М. Гельмана, Москва;
- Коллекция Николая Паниткова, Москва;
- Коллекция Леонида Талочкина, Москва;
- Коллекция Р. Ламбсдорф фон дер Вайде, Бонн, Германия;
- Коллекция И. Налепа, Берлин, Германия;
- Коллекция Ю. Хартен, Дюссельдорф, Германия;
- Коллекция П. Спровьери, Рим, Италия;
- Коллекция И. Кизо, Париж, Франция;
- Коллекция Ж. Матшере, Париж, Франция;
- Коллекция П. Миро, Париж, Франция;
- Коллекция О. Моране, Париж, Франция;
- Собрание Игоря Маркина, Москва.

## Персональные выставки
- 2014 — «Скупой русский пейзаж» (совместно с Борисом Матросовым). Арт-центр «Гридчинхолл», Подмосковье.
- 2014 — «Das Ufer». Villa Concordia, Бамбер.
- 2013 — «Eurasian Songs». KUAD Gallery, Стамбул.
- 2011 — «Бумажные Часовни» Арт-центр «Гридчинхолл», Подмосковье.
- 2011 — «Средиземноморские вопросы и ответы». Музей литературы Серебряного века (филиал Государственного литературного музея), Москва.
- 2010 — «Квазимир Мухлевич и другие» (совм. с О. Яковлевым). Галерея на Вспольном, Москва.
- 2010 — «Много-мало-мало-много». Stella Art Foundation, Москва.
- 2009 — «Виды Заречья». Государственный центр современного искусства, Москва.
- 2008 — «Это есть. Этого нет. Это есть». Галерея GMG, Москва.
- 2007 — «Ширмы». Московский музей архитектуры им. Щусева, Москва.
- 2007 — «54 зимы». Музейный центр Российского государственного гуманитарного университета, Москва.
- 2005 — «Бог да-да. Фотосинтез. Фаза 2». Галерея «ЕК „Арт-бюро“», Москва.
- 2004 — «Монтаж / Final cut». Галерея «ЕК „Арт-бюро“», Москва.
- 2003 — «Предсмертные рисунки. Всякое дыхание да славит Господа». Галерея «Улица О. Г. И.», Москва.
- 1994 — «Две луны». XL галерея, Москва.
- 1992 — «Крестообразные песни». L-галерея, Москва.
- 1984 — «Для души и тельца (совместно с Константином Звездочетовым)». Галерея APTART (квартира Н. Алексеева), Москва.